# Gorgophonos (König)
Gorgophonos (altgriechisch Γοργοφόνος Gorgophónos), König der Epidaurier, ist eine Gestalt der griechischen Mythologie.
Gemäß einem Orakelspruch sollte der aus Epidauros vertriebene Gorgophonos in Argolis dort eine Stadt gründen, wo er den Knauf einer Schwertscheide (μύκης mýkēs) finden würde. Gorgophonos fand den Mykes des Perseus, welchen dieser im Flug verloren hatte, und gründete an dieser Stelle Mykenai.
In einer anderen Erzählung war Perseus selbst der Gründer dieser Stadt.